# ジョー・プリチャード
ジョー・キャメロン・プリチャード（Joe Cameron Pritchard, 1996年9月10日 - ）は、イングランド・ハートフォードシャー・ワトフォード出身のサッカー選手。フットボールリーグ1・アクリントン・スタンリーFC所属。ポジションはMF。

## 経歴
プレミアリーグのトッテナム・ホットスパーFCのアカデミー出身。しかしトッテナムのトップチームでは出場機会は訪れず、2018年6月に退団した。
2018年7月にフットボールリーグ・チャンピオンシップのボルトン・ワンダラーズFCに加入した。2018-19シーズンの2019年1月19日に行われたチャンピオンシップ第28節にて82分にクレイグ・ヌーンに代わって出場し、プロデビューを果たした。